# Francesco Calzolari
Francesco Calzolari (1522-1609), plus connu des savants sous le nom latin de Calceolarius, est un naturaliste et pharmacien italien.

## Biographie
Né à Vérone le 10 juillet 1522, il était le disciple de Luca Ghini, de l’école duquel sortirent tous les naturalistes de l’Italie à cette époque. Il se distingua dans sa profession par des connaissances très variées, et il en donna la preuve dans la relation qu’il publia de son voyage au mont Baldo. Cette montagne, située sur les bords du Lac de Garde, est remarquable par son élévation de douze cents toises au-dessus du niveau de la Méditerranée. Peu de contrées dans le monde renferment autant d’espèces différentes dans un espace aussi borné. Dans tous les temps, elle a été visitée par les botanistes. Calzolari la gravit plusieurs fois, et y accompagna les plus illustres naturalistes de son temps, entre autres Luigi Anguillara, Ulisse Aldrovandi, Jean et Gaspard Bauhin. Il publia cette relation en italien à Venise, en 1566, in-4°. Suivant Ovidio Montalbani, il ne fit qu’en fournir les matériaux à Jean-Baptiste Oliva, savant médecin, par qui elle fut rédigée. Sur la demande de Matthiole, il la donna ensuite en latin sous ce titre : Iter montis Baldi, Venise, 1571 et 1584 in-4°. Camerarius le réunit à son Epitome Matthioli, Francfort, 1586, in-4°. Calzolari a fait aussi un Abrégé latin des commentaires de Matthiole sur Dioscoride, Venise, 1586, in-4°, avec l’ouvrage précédent ; cet abrégé est peu estimé, et on ne le trouve presque plus. Francesco Pona, qui fut aussi apothicaire à Vérone quelques années après Calzolari, fit encore une relation de son voyage au mont Baldo, qui a été publiée par Clusius, dans l’ouvrage intitulé : Historia plantarum rariorum.

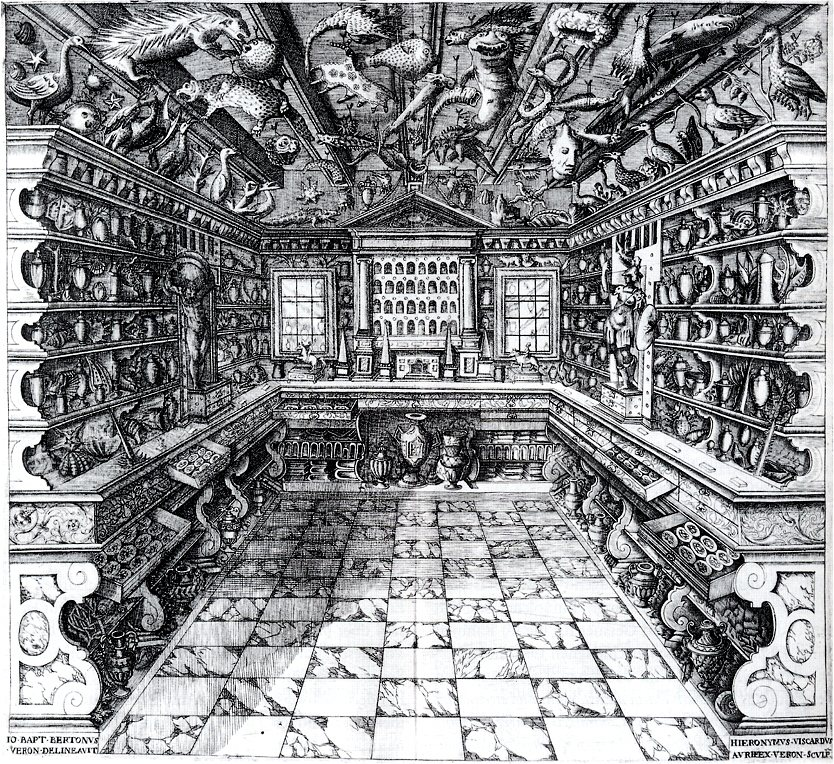
Le cabinet de raretés de Francesco Calzolari

Calzolari avait formé un superbe cabinet de raretés de tous genres. Benedetto Ceruti, médecin, en avait commencé la description ; mais il mourut sans l’avoir terminée : ce fut Andrea Chiocco qui l’acheva. Ce cabinet appartenait alors au petit-fils de notre auteur, nommé, comme lui, Francesco Calzolari. Celui-ci dédia cet ouvrage à Ferdinand de Gonzague, duc de Mantoue, et il parut sous ce titre : Musæum Francisci Calceolarii junior. à Bened. Cerutto incoeptum, et ab Andr. med. descriptum et perfectum, etc., Vérone, 1622, in-fol. de 746 pages, avec beaucoup de figures très bien exécutées. Ce livre est divisé en sis parties ; l’impression en est belle, et il est rare et recherché. Le père Louis Feuillée, en donnant le nom de Calceolaria à un genre de plantes il découvrit au Chili, a eu plus en vue d’indiquer la forme singulière de fleurs, qui ressemblent à un sabot, que d’honorer la mémoire de ce botaniste.